# Zündtemperatur

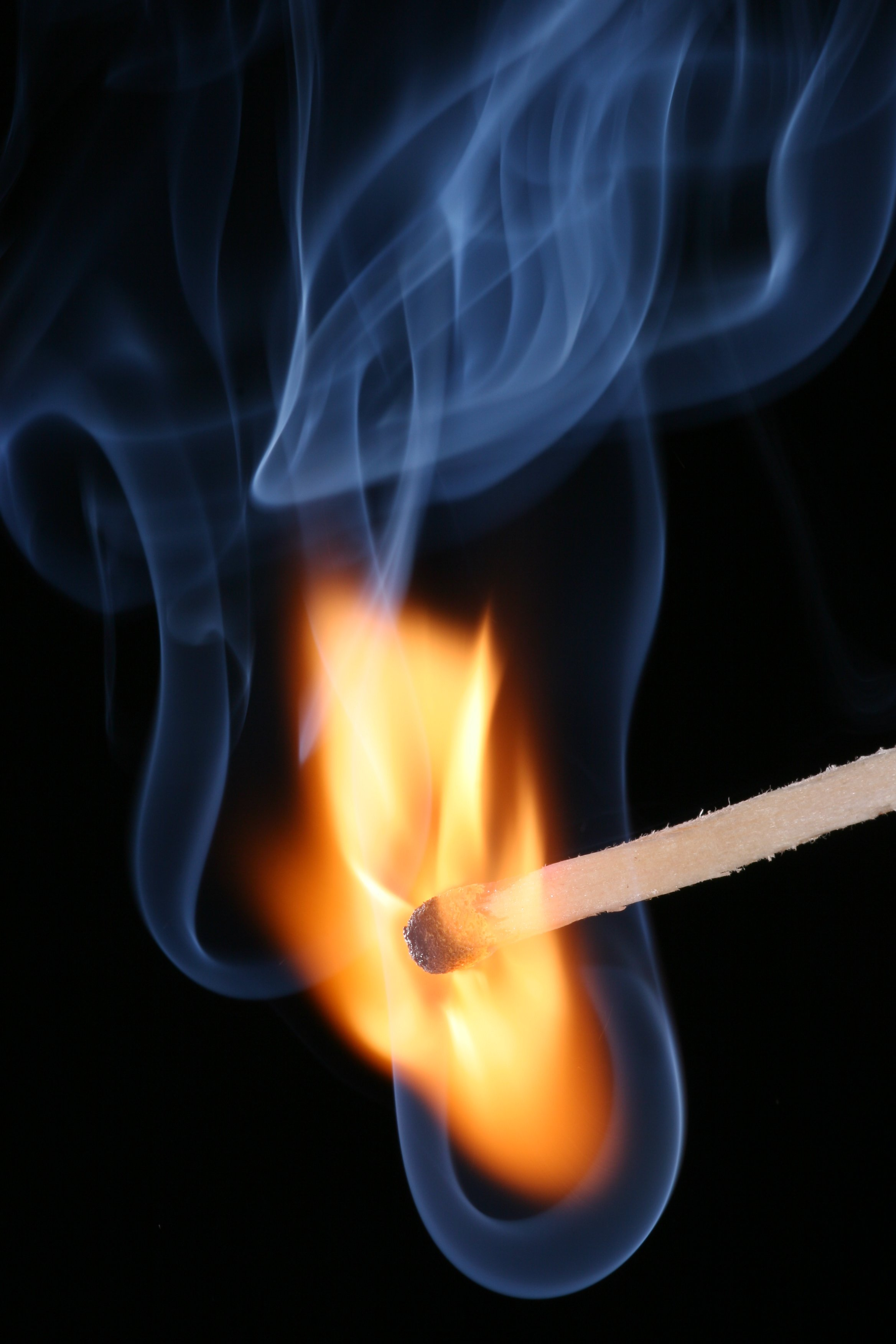
Die Zündtemperatur eines Streichholzkopfes liegt bei 180–200 °C

Die Zündtemperatur (auch Zündpunkt, Selbstentzündungstemperatur, Entzündungstemperatur oder Entzündungspunkt) ist die Temperatur, auf die man einen Stoff oder eine Kontaktoberfläche erhitzen muss, damit sich eine brennbare Substanz (Feststoff, Flüssigkeit, deren Dämpfe oder Gas) in Gegenwart von Sauerstoff ausschließlich aufgrund seiner Temperatur – also ohne Zündquelle wie einen Zündfunken – selbst entzündet. Sie ist bei jedem Stoff unterschiedlich hoch und in vielen Fällen vom Druck abhängig. Hervorgerufen wird die Selbstentzündung durch eine exotherme Oxidationsreaktion, wenn die Wärmeproduktionsrate die Wärmeabfuhr durch Wärmeleitung, -strahlung und Konvektion übersteigt. Die Zündtemperatur korreliert nicht mit Siedepunkt- oder Flammpunkttemperatur eines brennbaren Stoffs. Sie ist vielmehr ein Maß für die Oxidationsempfindlichkeit der Substanz.
Die Zündtemperatur ist keine Stoffkenngröße im eigentlichen Sinn, da sie insbesondere vom Volumen der betrachteten Substanz abhängt. Größere Volumina entzünden sich bei kleineren Temperaturen. Die Zeit bis zur Selbstentzündung kann Monate betragen. Mit der Berechnung der Zündtemperatur befasst sich die Theorie der Wärmeexplosion. Darin wird ein Konzept vorgeschlagen, das gestattet, Stoffwerte und Zündtemperatur selbstentzündlicher Materialien mit Warmlagerungsversuchen eindeutig zu bestimmen. Die für die numerische Simulation relevanten kinetischen Parameter werden dabei in adiabatischen Warmlagerungsversuchen gewonnen. Die Zündtemperatur ist unter anderem beim Brandschutz wichtig, beispielsweise bei Trocknungsprozessen, Lagerungen und Transporten. Bei Kohleflözbränden und einigen anderen Bränden kann es auch zur Entzündung in situ, also bei Kohleflözen im natürlichen Verband kommen.

## Gase
Beim deutlich niedrigeren Flammpunkt kann ein Gas-Luft-Gemisch der gleichen Substanz nur mittels Zündquelle entflammt werden.
Bei Flammpunkttemperatur erreicht eine Flüssigkeit einen Dampfdruck und damit eine Sättigungsdampfkonzentration, die so hoch ist, dass sich das entsprechende Gas-Luft-Gemisch entzünden lässt.
Die Zündfähigkeit eines Gasgemisches hängt untergeordnet auch vom Sauerstoffgehalt der umgebenden Atmosphäre ab.
Normalbedingungen beziehen sich auf 21 % Sauerstoff in Luft.
Da sich Großanlagen (Tanks, Behälter) nicht mit Stickstoff bis zu einem Restsauerstoffgehalt von 0 % inertisieren lassen, wird in besonderen Messungen der minimal nötige Grenzsauerstoffgehalt für eine Zündung ermittelt (z. B. 2 bis 4 %).

## Flüssigkeiten

### Lösemittel
Lösemittel mit besonders niedrigen Zündtemperaturen (ca. 120–180 °C) sind:
- Acetaldehyd
- Schwefelkohlenstoff – ein heißer Glasstab genügt zur Entzündung.
- Diethylether
- Ethylenglycoldimethylether
- Propylenglycoldimethylether
- Diethylenglycoldimethylether und Dipropylenglycoldimethylether – können sich bei der Destillation an heißen Apparaturteilen selbst entzünden, bei Dipropylenglycoldimethylether liegt die Zündtemperatur 10 °C unter dem Siedepunkt (siehe Flammpunkt)

### Öle und Fette
Pflanzenöle oder tierische Fette können bei unsachgemäß gereinigter und erwärmter Wäsche schon bei Temperaturen über 70 °C durch Selbstentzündung in Brand geraten. Insbesondere bei der Verwendung von Wäschetrocknern oder Wäschemangeln besteht eine erhöhte Gefahr für diese Vorgänge, die schnell zu einem Brand des gesamten Gerätes führen können.

## Feststoffe

### Stäube
- Kohlestaub
- Mehlstaub

siehe auch: Staubexplosion – Bedingungen der Entzündung von Stäuben

### Besonderheiten
- Weißer Phosphor – entzündet sich an Luft schnell selbsttätig (Prinzip der Phosphorbomben im Zweiten Weltkrieg).
- Ölverschmierte Lappen – können sich bei längerem Liegen in Abfallbehältern selbst entzünden.
- Pyrophores Eisen – besteht aus ultrafeinen Eisenspänen, unter Inertgas in Ampullen abgeschmolzen. Beim Ausschütten bildet sich an Luft ein Funkenregen, ähnlich wie von Metallspänen beim Schleifen.
- Elektrostatisch geladene Pulver (z. B. einige Kunstharzpulver und Polymergranulate, methylsubstituierte Cellulosederivate) – bilden sich beim Schütten aus Transportverpackungen. Potentielle Zündquelle einerseits und explosionsfähiger Staub andererseits liegen gleichzeitig vor.

## Tabellen
| Feststoff      | Zünd- temperatur in °C |
| -------------- | ---------------------- |
| Fichtenholz    | 280                    |
| Holz           | 280–340                |
| Kork           | 300–320                |
| Stroh          | 250–300                |
| Torf           | 230                    |
| Heu            | 260–310                |
| Zeitungspapier | 175                    |
| Schreibpapier  | 360                    |
| Zucker         | 410                    |
| Baumwolle      | 450                    |
| Getreide       | 250–320                |
| Roggenmehl     | 500                    |
| Weizenstaub    | 270                    |
| Holzkohle      | 300                    |
| Kohle          | 240–280                |
| Kunststoffe    | 200–300                |
| Phosphor weiß  | 34                     |
| Schwefel       | 250                    |
| Phosphor rot   | 300                    |

| Flüssigkeit           | Flamm- punkt in °C | Zünd- temperatur in °C |
| --------------------- | ------------------ | ---------------------- |
| Teer                  | 90                 | 600                    |
| Essigsäure            | 40                 | 460                    |
| Motoröl, Schmieröl    | 80–125             | 500 ca.                |
| Biodiesel RME/SME/PME | 186 (pr ISO 3679)  | 283–285 (ASTME659-78)  |
| Dieselkraftstoff      | 67                 | 255                    |
| Motorenbenzin         | −45–10             | 220–460                |
| Petroleum             | 62                 | 247–277                |
| Terpentinöl           | 36                 | 255                    |
| Methanol              | 11                 | 455                    |
| Ethanol               | 12                 | 400                    |

| Gas                 | Summen- formel | Dichte- verhältnis zu Luft | Zünd- bereich in Vol% | Zünd- temperatur in °C |
| ------------------- | -------------- | -------------------------- | --------------------- | ---------------------- |
| Ammoniak            | NH3            | 0,59                       | 15–28                 | 630                    |
| Ethin (Azetylen)    | C2H2           | 0,90                       | 1,5–82                | 335                    |
| Butan               | C4H10          | 2,05                       | 1,8–8,5               | 460                    |
| Erdgas H            | —              | 0,67                       | 5–14                  | 640                    |
| Erdgas L            | —              | 0,64                       | 6–14                  | 670                    |
| Ethan               | C2H6           | 1,047                      | 3,0–12,5              | 510                    |
| Ethylen             | C2H4           | 1,00                       | 2,7–34                | 425                    |
| Flüssiggas          | —              | 1,79                       | 2–9                   | 490                    |
| Generatorgas        | —              | 0,90                       | 18–64                 | 625                    |
| Gichtgas            | —              | 0,98                       | 35–75                 | 495                    |
| Kohlenmonoxid       | CO             | 0,97                       | 12,5–74               | 605                    |
| Methan              | CH4            | 0,55                       | 5,0–15                | 595                    |
| Propan              | C3H8           | 1,56                       | 2,1–9,5               | 470                    |
| Propylen            | C3H6           | 1,48                       | 2,0–11,7              | 455                    |
| Schwefelwasserstoff | H2S            | 1,19                       | 4,3–45,5              | 270                    |
| Wasserstoff         | H2             | 0,07                       | 4,0–76                | 585                    |